# Région de Ñuble
La région de Ñuble (en espagnol Región de Ñuble) est l'un des seize régions du Chili La nouvelle région aura ses limites avec les provinces de Linares et Cauquenes de la région du Maule au nord, au sud-ouest avec la province de Concepción et au sud avec la province de Biobío de la région du Biobío, à l'est avec la province argentine de Neuquén et à l'ouest avec l'océan Pacifique. Sa capitale est la ville de Chillán.
Elle comporte 3 provinces :
| Division politique-administrative de la région de Ñuble | Division politique-administrative de la région de Ñuble |                 |
| --- | ------------------------------------------------------- | --------------- |
| \| Province \| Capitale \| Commune \| \| --------- \| ---------- \| --------------- \| \| Itata \| Quirihue \| 1 Cobquecura \| \| Itata \| Quirihue \| 2 Coelemu \| \| Itata \| Quirihue \| 3 Ninhue \| \| Itata \| Quirihue \| 4 Portezuelo \| \| Itata \| Quirihue \| 5 Quirihue \| \| Itata \| Quirihue \| 6 Ránquil \| \| Itata \| Quirihue \| 7 Treguaco \| \| Diguillín \| Bulnes \| 8 Bulnes \| \| Diguillín \| Bulnes \| 9 Chillán Viejo \| \| Diguillín \| Bulnes \| 10 Chillán \| \| Diguillín \| Bulnes \| 11 El Carmen \| \| Diguillín \| Bulnes \| 12 Pemuco \| \| Diguillín \| Bulnes \| 13 Pinto \| \| Diguillín \| Bulnes \| 14 Quillón \| \| Diguillín \| Bulnes \| 15 San Ignacio \| \| Diguillín \| Bulnes \| 16 Yungay \| \| Punilla \| San Carlos \| 17 Coihueco \| \| Punilla \| San Carlos \| 18 Ñiquén \| \| Punilla \| San Carlos \| 19 San Carlos \| \| Punilla \| San Carlos \| 20 San Fabián \| \| Punilla \| San Carlos \| 21 San Nicolás \| |                                                         |                 |
| Province | Capitale                                                | Commune         |
| Itata | Quirihue                                                | 1 Cobquecura    |
| Itata | Quirihue                                                | 2 Coelemu       |
| Itata | Quirihue                                                | 3 Ninhue        |
| Itata | Quirihue                                                | 4 Portezuelo    |
| Itata | Quirihue                                                | 5 Quirihue      |
| Itata | Quirihue                                                | 6 Ránquil       |
| Itata | Quirihue                                                | 7 Treguaco      |
| Diguillín | Bulnes                                                  | 8 Bulnes        |
| Diguillín | Bulnes                                                  | 9 Chillán Viejo |
| Diguillín | Bulnes                                                  | 10 Chillán      |
| Diguillín | Bulnes                                                  | 11 El Carmen    |
| Diguillín | Bulnes                                                  | 12 Pemuco       |
| Diguillín | Bulnes                                                  | 13 Pinto        |
| Diguillín | Bulnes                                                  | 14 Quillón      |
| Diguillín | Bulnes                                                  | 15 San Ignacio  |
| Diguillín | Bulnes                                                  | 16 Yungay       |
| Punilla | San Carlos                                              | 17 Coihueco     |
| Punilla | San Carlos                                              | 18 Ñiquén       |
| Punilla | San Carlos                                              | 19 San Carlos   |
| Punilla | San Carlos                                              | 20 San Fabián   |
| Punilla | San Carlos                                              | 21 San Nicolás  |

## Histoire
La province de Ñuble a été créée en 1848 par la Constitution chilienne de 1833, pour la fusion des départements de Chillán et de San Carlos.
En août 2015, un projet de loi signé par la présidente du Chili, Michelle Bachelet, annonce la transformation de la province de Ñuble en région.